# پر ای. یدین
پر آی. یدین (سوئدی: Per I. Gedin؛ زادهٔ ۲۳ ژوئیهٔ ۱۹۲۸ در برلین)، یک ناشر و نویسنده اهل سوئد است.

## زندگی‌نامه
پر ای یدین پس از گرفتن لیسانس در رشته تاریخ هنر از دانشگاه اوپسالا، در انتشارات آلبرت بونیر به عنوان رئیس کلوپ کتاب سؤالان شروع به‌کار کرد. (کلوپ کتاب سؤالان توسط بونیر با تمرکز بر چاپ مجدد در سال ۱۹۴۲ تأسیس شده بود). او در سال ۱۹۵۷ ابتکار عمل انتشار اولین کتاب جیبی مدرن سوئد، به‌نام کتابهای آلدوس را ارائه کرد که با سری کتاب‌های دلفین در انتشارات جداگانه‌ای ، انتشارات آلدوس گسترش یافت.
کتاب‌های آلدوس، مجموعه‌ای از کتاب‌های علمی از انتشارات آلدوس / بونیر هستند. این کتاب‌ها جیبی بوده و موضوعاتی مانند دین، نجوم، زبان، اقتصاد، جغرافیا و غیره را مورد بحث قرار داده‌است.
این مجموعه کتب در ابتدا کتاب‌های آلدوس نامگذاری شد، اما در سال ۱۹۶۷ نام آن به سری کتاب‌های آلدوس تغییر نام یافت. کتاب‌های دلفین یک سری کتاب بودند که توسط ناشر کتاب آلدوس بونیر در دهه‌های ۱۹۶۰ ،۷۰ و۸۰ منتشر شد. این مجموعه شامل ترجمه‌های جدید و همچنین نسخه‌های جدیدی از ترجمه‌های قبلی، ادبیات سوئدی و برنده‌های جایزه نوبل در ادبیات، نویسندگان کتاب‌های پلیسی، مجموعه داستان‌های کوتاه، شعر و نمایش می‌باشد؛ که در چندین مرحله تجدید چاپ شده‌است.
در سال ۱۹۶۱ او مالک و ناشر انتشارات ویدستراند و والستروم شد. پر ای یدین بین سالهای ۱۹۸۷و ۱۹۹۸ در انتشارات (Gedin) کار کرد. او در طول سالیان، در مسائل مربوط به صنعت کتاب کوشا و کارآموخته بود.
پر ای یدین در سال‌های ۱۹۶۷ تا سال ۱۹۷۹ به‌عنوان عضو هیئت مدیره انجمن ناشران سوئدی - و در سال‌های ۱۹۸۷–۱۹۹۳، به‌عنوان رئیس هیئت مدیره انجمن ناشران سوئدی کار کرد.

## جوائز و افتخارات
در سال‌های ۱۹۹۰–۹۳، ازجمله ابتکار عمل برای جایزه آگوست را به‌دست‌آورد.
جایزه آگوست یک جایزه ادبی سالانه سوئدی است. این جایزه به کتاب‌های چاپ جدید سوئدی توسط انجمن ناشران سوئدی از سال ۱۹۸۹ اهدا می‌شود. از سال ۱۹۹۲، جایزه به سه دسته داستان، کتاب‌های حقوقی و کتاب‌های کودکان و نوجوانان تعلق می‌گیرد. ابتکار این عمل از پر ای یدین بوده‌است.
او در سال ۱۹۹۹ به‌عنوان نامزد دکترای افتخاری فلسفه از دانشگاه استکهلم برگزیده شد و در سال ۲۰۱۲ جایزه اورالید را دریافت کرد. جایزه اورالید یک جایزه ادبی است که از سال ۱۹۴۵ هر ساله توسط بنیاد اورالید در همکاری با انجمن هیدنستام (Heidenstamsällskapet) با توجه به ورنر فون هیدنستام اهدا می‌شود.

## فعالیت‌ها
در بین مسئولیت‌های او می‌توان نماینده انجمن جهانی قلم در سال‌های ۱۹۷۴–۱۹۶۷، کتاب ماه (شرکت تابعه از گروه بونیر) سال‌های ۲۰۰۶–۱۹۷۳، کتاب فروشی‌های جیبی ۲۰۰۴–۱۹۹۲ را نام برد. او در سال‌های ۲۰۱۱–۲۰۰۶ رئیس هیئت‌مدیره لیند و شرکاء بود. از سال ۱۹۹۹ به بعد یدین عمدتاً به عنوان نویسنده کار می‌کند. او از جمله کتاب‌هایی دربارهٔ ورنر فون هایدنشتام، کارل اووتو بونیر، کارل لارشون، و ایساک گرونِ‌والد نوشته‌است. وی در سال ۲۰۱۳، عضو افتخاری انجمن هیدنستام برگزیده شد، به همین دلیل او «باقلم ارزشمند خود توانست به هیدنستام در آثار ادبی او و جلب علاقه به زندگی کمک کند.»